# Karlsruhe (região)
Karlsruhe é uma região administrativa (Regierungsbezirk) do estado da Alemanha de Baden-Württemberg, situada no noroeste do estado. Sua capital é a cidade homónima.

## Divisões administrativas
| Landkreise (distritos rurais) | Kreisfreie Städte (cidades independentes)                                               |
| --- | --------------------------------------------------------------------------------------- |
| - CW - Calw - PF - Distrito do Enz (Enzkreis) - FDS - Freudenstadt - KA - Karlsruhe - MOS - Distrito do Necar-Floresta de Oden (Neckar-Odenwald-Kreis) - RA - Rastatt - HD - Distrito do Reno-Necar (Rhein-Neckar-Kreis) | - BAD - Baden-Baden - HD - Heidelberg - KA - Karlsruhe - MA - Mannheim - PF - Pforzheim |

Os distritos estão agrupados em três sub-regiões ou associações regionais (Regionalverband):
- Alto Reno Central (Mittlerer Oberrhein): Baden-Baden, Karlsruhe (cidade), Karlsruhe (distrito rural) e Rastatt;
- Região da Floresta Negra do Norte (Region Nordschwarzwald): Calw, Distrito do Enz, Freudenstadt e Pforzheim;
- Reno-Necar (Rhein-Neckar): Mannheim, Distrito do Reno-Necar, Distrito do Necar-Floresta de Oden e Heidelberga.

## Economia
O produto interno bruto (PIB) da região era de 123,3 mil milhões de euros (escala longa) em 2018, correspondendo a 3,7% da produção económica alemã. O PIB per capita ajustado ao poder de compra era de 40 400 euros ou 134% da média da União Europeia no mesmo ano. O PIB por trabalhador situava-se em 109% da média da União Europeia.